# Elatostema yulense
Elatostema yulense är en nässelväxtart som beskrevs av Hallier f.. Elatostema yulense ingår i släktet Elatostema och familjen nässelväxter. Inga underarter finns listade i Catalogue of Life.